# Walter Stut
Walter Stut (* 19. Januar 1934) ist ein Oberst a. D. der Bundeswehr.

## Laufbahn
Stut trat 1956 nach vierjährigem Dienst in der Polizei in die Bundeswehr ein. Er durchlief als Artillerieoffizier verschiedene Verwendungen, war Chef einer Batterie des Feldartillerieregiments 31 in Lüneburg, von 1968 bis 1970 S3-StOffz im FArtBtl 21 sowie Bataillonskommandeur des Panzerartillerielehrbataillons 95 in Munster. 1978 wurde er als Oberst Gruppenleiter der Abteilung VI 2 (Artillerie) im Heeresamt in Köln. Diesen Posten hatte er bis 1982 inne.:41
Von 1984 bis 1986 war Stut Kommandeur des Artillerielehrregiments 5 „Hunsrück“,:76 von 1986 bis 1991 stellvertretender Kommandeur der Artillerieschule in Idar-Oberstein.
Seine letzte Verwendung hatte er von 1991 bis 1993 als Kommandeur des Verteidigungsbezirkskommandos 41 in Koblenz.:73
1989 wurde er mit dem Bundesverdienstkreuz am Bande der Bundesrepublik Deutschland ausgezeichnet. 1991 erhielt er die Meritorious Service Medal der Vereinigten Staaten „for meritorious service“ von 1. April 1986 bis 1. März 1991.

## Veröffentlichungen
- Die zukünftige Entwicklung der Artillerie. In: Soldat und Technik. 1/1980[4]
- Bekämpfung feindlicher gepanzerter Verbände durch die Artillerie. In: Wehrtechnik. 12/1980, S. 89–92.